# Dhunche
Dhunche (Sanskriet: धुन्चे) is een dorpscommissie (Engels: village development committee, afgekort VDC; Nepalees: panchayat) in het noorden van Nepal, en tevens de hoofdplaats van het district Rasuwa. De dorpscommissie telde bij de volkstelling in 2001 2330 inwoners, in 2011 2744 inwoners.
Dhunche ligt 46 kilometer ten noorden van de hoofdstad Kathmandu.